# Ammodramus savannarum
Ammodramus savannarum là một loài chim trong họ Emberizidae.

## Hình ảnh

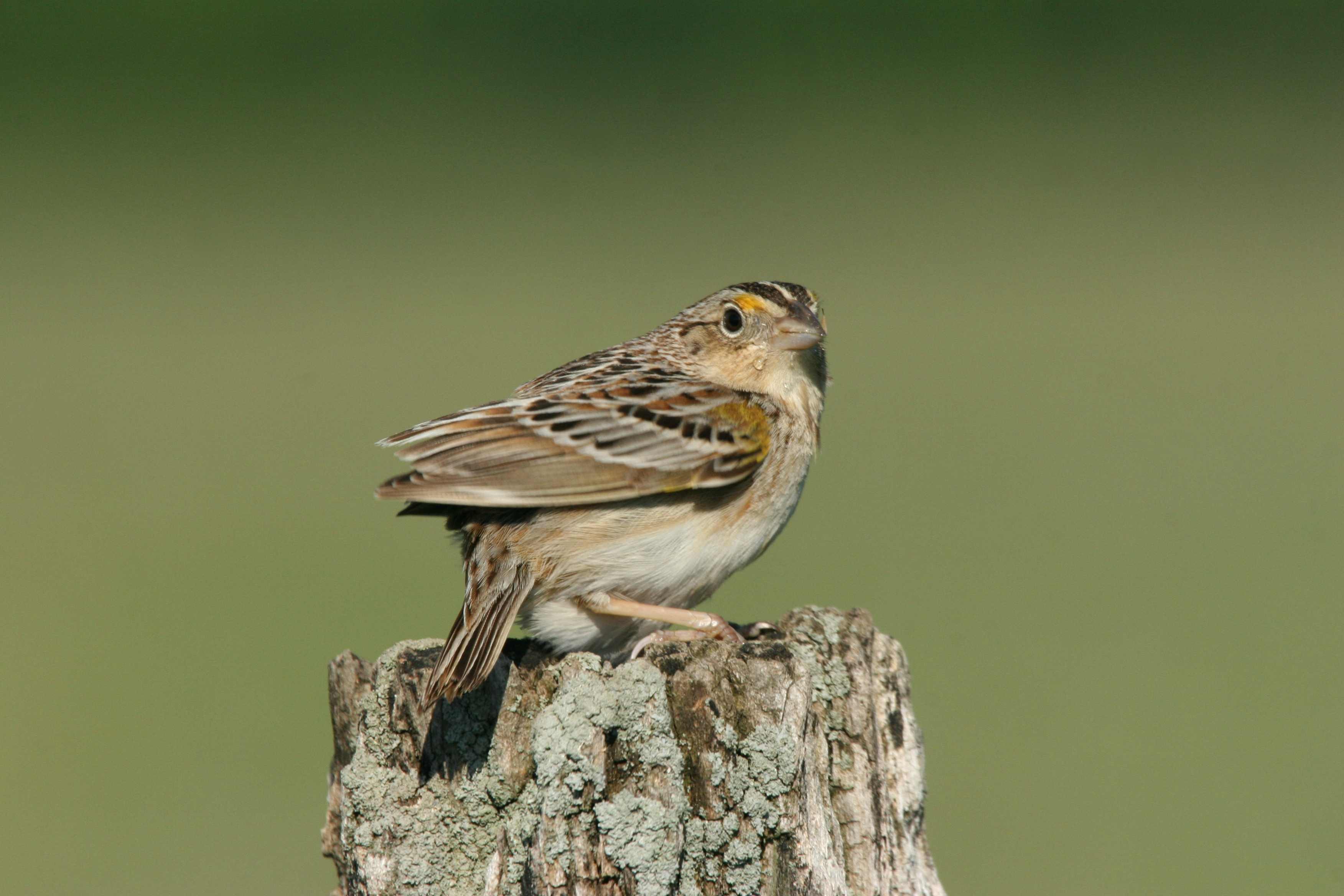
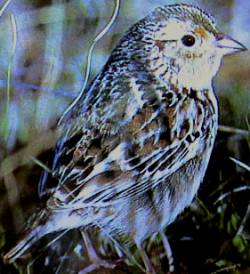